# Maria Rådsten
Maria Rådsten (6 april 1966) is een Zweedse zangeres.

## Carrière
Rådsten begon haar muzikale carrière in de band Peter's Pop Squad. Ook zong ze in de band One More Time waarmee ze internationaal succes had met de hit "Highland".
In 1992 schreef ze zich in voor Melodifestivalen om zo naar het Eurovisiesongfestival te kunnen voor Zweden, ze werd derde met Vad som än händer.
Drie jaar later schreef ze samen met Nanne Grönvall het lied "Det vackraste" voor Cecilia Vennersten die meedeed aan Melodifestivalen, zij werd tweede. Het lied werd later nog gecoverd door Dana Winner.
Een jaar later deed de band One More Time zelf mee aan Melodifestivalen, ze wonnen met vlag en wimpel en waren torenhoog favoriet met "Den vilda". In buurland Noorwegen haalden ze uiteindelijk de derde plaats.
Na de opsplitsing van de groep in 1997 bracht Rådsten daarna een nieuwe single uit, "Head over heels".
Anno 2019 speelt Rådsten in de band MISTH. Dit jaar verschijnt een nieuwe cd onder de titel "Fallen From Grace".

## Discografie
- "Highland" (1992)
- "Vad som än händer" (1992)
- "Det vackraste" (1995)
- "Head over heels" (2003)